# Cocktail dress
O cocktail dress (traje coquetel, em português) é um código de vestimenta que popularmente pode ser descrito como as roupas usadas durante um evento onde são servidas bebidas do tipo coquetel (ou siminales, como chás), geralmente acompanhadas de canapés. É um tipo de roupa que varia do semiformal ao formal, porém não chega a um evento de gala.    
A revista Brides o descreve assim: é um traje que "pretende encontrar um equilíbrio entre formal e casual, bem como elegante e confortável". 

## Vestimentas

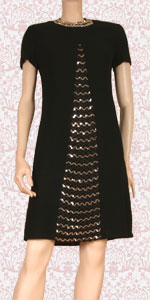
Cocktail dress

Até meados do século XX, este tipo de vestimenta era denominada late afternoon e em ocasiões formais, um vestido mais longo era usado, embora em fins da década de 1960 e início da década de 1970 a moda começasse a ditar modelos mais curtos para as mulheres.
Segundo a Brides, "os homens costumam usar terno e gravata, enquanto as mulheres usam vestido de festa" (...) "Durante o dia, pense em cores naturais e estilos frescos. À noite, sinta-se à vontade para utilizar tons mais escuros e enfeites como lantejoulas ou penas (desde que seu vestido não varra o chão)". 
Mulheres devem usar roupas elegantes, em tecidos sofisticados como seda, musselina ou crepe. A etiqueta tradicional reza que o traje feminino seja um vestido, cuja barra pode ir de um pouco acima dos joelhos até um pouco acima do tornozelo (quando são mais longos, na altura do tornozelo, são chamadso tea length ou ballerina length), mas saias, calças e blusas também podem ser usadas.  Maquiagem e cabelo e acessórios, como bolsas - pequenas ou médias - e brincos, merecem ser feitos e escolhidos com cuidado. A roupa é combinada com sapatos e sandálias de salto médio ou alto ou até mesmo com sapatilhas.  
Segundo a Brides, "terno e gravata são obrigatórios" para os homens. As cores devem ser sóbrias, variando entre tons mais claros durante o dia e mais escuros à noite. Os sapatos devem ser fechados e combinar com a cor da calça ou o cinto. 
"Qualquer coisa muito justa, curta ou reveladora é um grande 'não', assim como jeans, roupas rasgadas, shorts e sandálias (para homens)", reporta a Brides, ainda adicionando que a vestimenta é mais ou menos formal conforme o local e horário do evento.  

## Leia também
- Código de vestimenta
- Roupa formal